# Regimentul Războieni No. 15 (1913)
Regimentului Războieni No. 15 a fost o unitate de nivel tactic care în anul 1913 a participat la Al Doilea Război Balcanic, prin mobilizarea la 20 iunie/3 iulie 1913, a unităților și subunităților sale proprii, existente pe timp de pace. Regimentul Războieni No. 15 a făcut parte din organica Brigăzii 13 Infanterie, fiind dislocat în timp de pace în garnizoana Piatra Neamț. Odată mobilizată, unitatea a participat la acțiunile militare desfășurate pe frontul balcanic în cadrul  corpului principal al Armatei de Operații, destinat să dea lovitura principală pe direcția Zimnicea-Sofia.
Deși părtașe la un marș obositor și îndelungat prin Bulgaria fără vărsare de sânge, trupele regimentului au avut totuși efectivul diminuat, ca efect al epidemiei de holeră din timpul campaniei militare.

## Mobilizarea

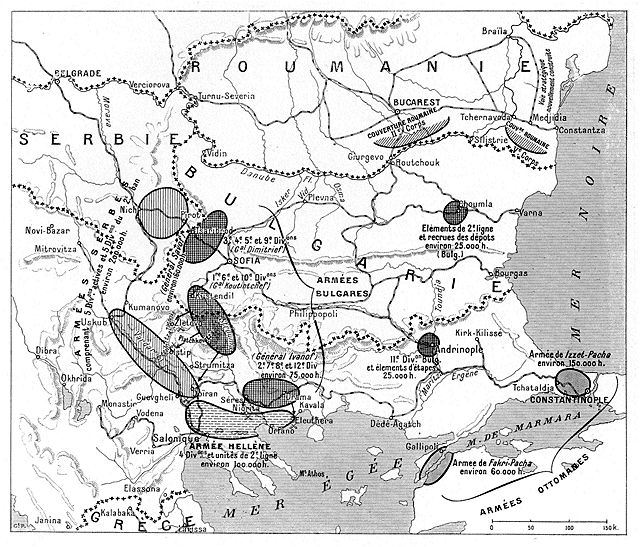
Dispunerea forțelor militare din Peninsula Balcanică în iunie 1913

După ce în noaptea de 16-17/29-30 iunie 1913 a început cel de-Al Doilea Război Balcanic, la 20 iunie/3 iulie 1913 Guvernul Titu Maiorescu a dispus mobilizarea generală a forțelor armate ale Regatului României. Ca și consecință, Înaltul Decret No. 4609 a stipulat chemarea sub arme a contingentelor de completare de la 1911 pana la 1907 și de rezervă de la 1906 până la 1901. De asemenea, au fost chemate sub arme contingentele 1900-1895, căror contingente le-au fost trimise ordine individuale speciale de chemare.
Acțiunea de mobilizare, începută după primirea ordinelor la 23 iunie/6 iulie, a fost efectuată în condiții foarte bune. Astfel, cei care aveau datoria să vină sub arme din contingentele de completare și de rezervă s-au prezentat cu efective chiar duble față de necesar, mulți dintre ei de bunăvoie, venind chiar înaintea primirii ordinelor de chemare. De asemenea, echiparea a fost bună și moralul excelent, iar conform notelor lui Mihail Sadoveanu din 25 iuni/8 iulie 1913, starea de spirit în cadrul unității era una favorabilă în ce privește intrarea în războiul din Balcani.
La 27 iunie/10 iulie 1913 unitatea a terminat mobilizarea, efectivul complet fiind de 4 ofițeri superiori, 52 ofițeri inferiori, 3332 soldați și gradați (1053 permanenți, 2297 completări), 281 cai și 57 de trăsuri. Printre cei mobilizați s-a aflat și locotenentul de rezervă și scriitorul Mihail Sadoveanu, care a fost încadrat ca și comandant de pluton la Compania a 12-a, aflată sub comanda căpitanului poet Nicolae Vulovici.
Aflat în componența Brigăzii 13 Infanterie din Divizia 17 Infanterie comandată de generalul Constantin Prezan, din structura Corpului IV Armată, regimentul a fost trecut în revistă după finalizarea mobilizării de către comandantul corpului, generalul Alexandru Lambrino.

## Campania
Trupele unității au fost destinate să intre în componența Armatei de Operații, în corpul principal de forțe al acesteia, comandant de către principele moștenitor Ferdinand. Acesta urma să se concentreze în sudul Regatului între râurile Jiu și Olt, urmând să dea lovitura principală pe direcția Zimnicea-Sofia. Ca atare, la 28 iunie/11 iulie trupele regimentului, îmbarcate în trei trenuri, au fost dirijate spre Corabia. Aici au ajuns la 1/14 iulie, după ce la 30 iunie/13 iulie au debarcat în gara Lița. De aici au trecut Dunărea la 2/15 iulie 1913 sub comanda colonelului Emil Romanescu, pe podul de la Siliștioara - Măgura.
După ce la 3/16 iulie militarii unității au bivuacat la Ghighen, au fost inspectați atât de comandantul diviziei, cât și de regele Carol I, principele moștenitor Ferdinand, precum și de generalii Constantin Hârjeu –  ministru de război și Alexandru Averescu – șef al Marelui Stat Major. Ulterior, între 4/17 - 18/31 iulie au înaintat pe itinerarul Storoselț (astăzi Staroselți)–Mahalat (astăzi Iskăr)–Peserovo (astzăzi Pisarovo)–Teliș–Devenci (astăzi Devenți)–Blasnicovo (astăzi Rumeanțevo)–Malak-Isker (astăzi Malki Iskăr)–Etropoli (astăzi Etropole), spre sud. La 14/27 iulie unitatea a traversat Munții Balcani, staționând o zi la Zlatița. Ulterior a continuat marșul spre Sofia, oprindu-se în cantonament la Mirkovo.
După semnarea armistițiului, vestea acestuia a sosit la regiment pe data de 19 iulie/1 august 1913, astfel că la 25 iulie/7 august, unității i s-a ordonat să se retragă. Drept urmare, aceasta s-a retras pe traseul Mirkovo–Zlatița–Etropole–Miskowitz (astăzi Djurovo). După ce a staționat la Miskowitz, la data de 1/14 august a reluat retragerea până la Letica (astăzi Letnița), localitate în care a rămas până la 12/25 august. De aici s-a retras la Șiștov (astăzi Sviștov), de unde a trecut Dunărea pe podul dintre Șiștov și Zimnicea. La trecerea trupelor, au asistat principele moștenitor Ferdinand și soția sa Maria.
Marșurile desfășurate prin Bulgaria au fost lungi și obositoare, dar s-au făcut în condiții normale, cu respectarea măsurilor de siguranță. Campania a fost scurtă și fără vărsare de sânge, dar la 14/27 iulie 1913, a fost semnalat în satul Zlatița primul caz de holeră în cadrul trupelor unității, moment care a deschis calea suferinței pentru militarii ei. Astfel, în timpul campaniei de la sud de Dunăre, holera a fost în cea mai mare parte responsabilă de diminuarea efectivului regimentului cu: 2 ofițeri superiori, 10 ofițeri inferiori și 585 trupă, cei bolnavi fiind evacuați.
Până la 24 august/7 septembrie 1913 regimentul a cantonat la nord de Zimnicea, de unde s-a îmbarcat spre Piatra Neamț, tot în trei trenuri. Efectivul cu care a ajuns în garnizoana de reședință la 26 august/8 septembrie a fost de 2 ofițeri superiori, 42 ofițeri inferiori, 2767 soldați și gradați.

## Demobilizarea
La 31 august/13 septembrie 1913 Armata României a fost demobilizată, fiind lăsați la vatră oamenii din completare și din rezervă.

## In memoriam
Experiențele avute de Mihail Sadoveanu în campania din Bulgaria au fost descrise de acesta, în cartea sa „44 de zile în
Bulgaria”, publicată în anul 1916 la editura Minerva. Inițial Sadoveanu, conforma fiicei acestuia Profira, și-a notat impresiile într-un carnețel cu scris mărunt. Acestea au fost mai întâi publicate sub forma unei corespundențe, începând din 20 septembrie 1913, în ziarul Universul. Ulterior, ele au fost reunite în volum.
Conform lui Petre Otu, cartea lui Sadoveanu „se constituie într-o frescă documentară și umanitară a campaniei armatei române în sudul Dunării,” deoarece autorul a realizat descrieri ale modului cum ostașii țărani de atunci, receptau viața militară, împreună cu asprimile ei. Fără a apela la prezentarea faptelor și evenimentelor cu caracter militar, scriitorul a observat astfel situații pe care le-a narat, a schițat portrete și a apelat la descrierea gesturilor și nuanțelor, fără a idealiza viața soldatului, cel mai adesea, țăran. Dimpotrivă, a apelat la realism, a descris situații complexe și a creionat personaje așijderea, reușind să construiască un text care nu a oclolit aspectele negative ale vieții militare, aspecte care se răsfrângeau câteodată în mod dureros asupra personalității soldaților țărani.